# Apocalypse Please
Apocalypse Please – piosenka angielskiego zespołu rockowego Muse z ich trzeciego albumu, Absolution. Koncertowa wersja utworu pochodząca z występu grupy na festiwalu Glastonbury została wydana jako piąty singel z tej płyty, 23 sierpnia 2004 roku. Podobnie jak „Stockholm Syndrome”, „Apocalypse Please” było dostępne tylko jako Download, jednak tym razem wszystkie zyski zostały przekazane na rzecz organizacji charytatywnej, Oxfam. Utwór zadebiutował na 10. miejscu listy UK Official Download Chart.
Każdy nabywca singla został automatycznie wytypowany do losowania, którego zwycięzca otrzymał setlistę z autografami członków Muse. Instrumentalną wersję piosenki można usłyszeć w zwiastunach do filmów – Człowiek pies i 30 dni mroku.